# Niederröblingen
Niederröblingen là một đô thị ở huyện Mansfeld-Südharz, Saxony-Anhalt, nước Đức. Đô thị Niederröblingen có diện tích 8,11 km².